# Labidocera japonica
Labidocera japonica är en kräftdjursart som beskrevs av Tamezo Mori botanist  1935. Labidocera japonica ingår i släktet Labidocera och familjen Pontellidae. Inga underarter finns listade i Catalogue of Life.